# ヴィウソン・ダ・シウバ・ピアッザ
ヴィウソン・ピアッザ（Wilson Piazza）ことヴィウソン・ダ・シウバ・ピアッザ（Wilson da Silva Piazza、1943年2月25日 - ）は、ブラジル・ミナスジェライス州リベイロン・ダス・ネヴェス出身の元同国代表サッカー選手。ウィルソン・ピアザとも表記される。FIFAワールドカップに2大会連続で出場した。

## 経歴
ECレナスカンサでデビューを飾ると、1年後にはブラジルの強豪クルゼイロECへ移籍し、トスタン、ジルセウ・ロペス、ブリットらと共に、クルゼイロの黄金期を支えた。クルゼイロでは、歴代4位の566試合に出場した。

## 代表歴
代表では、キャリアを通じて52試合に出場した。また、1970 FIFAワールドカップ、1974 FIFAワールドカップに2大会連続で出場し、1970年大会ではブリットと共にCBのレギュラーを務め、優勝に貢献した。1974年大会では、クロドアウドの直前離脱を受けて、本職であるボランチに復帰し、カルペジアーニと共にボランチのレギュラーを務めた。

## 所属クラブ
- 1962-1963 -  ECレナスカンサ
- 1963-1978 -  クルゼイロEC